# BSI Challenger Lugano
BSI Challenger Lugano — международный мужской профессиональный теннисный турнир, проходящий с 1999 года в начале лета на грунтовых кортах Лугано (Швейцария). Входит в календарь Мирового тура ATP Challenger, в категорию самых престижных турниров этого тура — Tretorn SERIE+. В 2010 году призовой фонд составил 85 тысяч евро плюс оплата проживания при турнирной сетке, рассчитанной на 32 участника в одиночном разряде и 16 пар.

## История
Мужской теннисный турнир в Лугано стартовал в 1999 году по инициативе президента местного теннисного клуба Джованни Флури. ВПризовой фонд турнира, в первый год проведения составлявший 25 тысяч долларов, со временем вырос до 100 тысяч долларов; в соответствии с этим вырос уровень участников. В последние годы проведения спонсорами турнира были швейцарский банк BSI и фирма спортинвентаря «Puma», производитель спортивного инвентаря марки «Tretorn».
В 2004 году турнир в Лугано был отмечен, как лучший в категории ATP Challenger. После этого организаторы турнира стали строить планы по приданию ему более высокого статуса, сопряжённого со включением его в календарь Мирового тура АТР в категории ATP 250. Однако в 2011 году турнир был временно отменен из-за проблем с поиском нового спонсора.

## Победители и финалисты
С начала проведения турнира единственным двукратным победителем в одиночном разряде стал Станислас Вавринка, выигравший в 2009 и 2010 годах. Он же является единственным швейцарцем, побеждавшим в Лугано.
В парном разряде трёхкратным чемпионом становился итальянец Джорджо Галимберти, два раза из трёх побеждавший в паре с Эмилио Бенфеле-Альваресом из Испании. Он также один раз играл в финале турнира в одиночном разряде.
Из представителей стран бывшего СССР в турнире побеждали представители Узбекистана Вадим Куценко и Олег Огородов (парный разряд, 2000 год).

### Одиночный разряд
| Год  | Победитель             | Финалист              | Счёт в финале   |
| ---- | ---------------------- | --------------------- | --------------- |
| 2010 | Станислас Вавринка (2) | Потито Стараче        | 6-72, 6-2, 6-1  |
| 2009 | Станислас Вавринка     | Потито Стараче        | 7-5, 6-3        |
| 2008 | Луис Орна              | Николя Девильде       | 7-61, 6-1       |
| 2007 | Вернер Эшауэр          | Иржи Ванек            | 6-4, 4-6, 7-62  |
| 2006 | Оливье Пасьянс         | Гильермо Гарсия-Лопес | 6-4, 6-1        |
| 2005 | Альберт Монтаньес      | Флавиу Саретта        | 7-5, 6-74, 7-65 |
| 2004 | Алекс Калатрава        | Жером Энель           | 6-2, 6-3        |
| 2003 | Диего Мояно            | Алекс Калатрава       | 6-4, 1-6, 7-64  |
| 2002 | Гильермо Кориа         | Джорджо Галимберти    | 6-3, 6-0        |
| 2001 | Иржи Ванек             | Хуан Антонио Мартин   | 6-2, 6-3        |
| 2000 | Давид Санчес           | Аттила Саволт         | 6-3, 6-2        |
| 1999 | Михал Табара           | Рональд Аженор        | 6-73, 6-4, 6-2  |

### Парный разряд
| Год  | Победители                                         | Финалисты                            | Счёт в финале     |
| ---- | -------------------------------------------------- | ------------------------------------ | ----------------- |
| 2010 | Фредерику Жил Кристоф Рохус                        | Сантьяго Гонсалес Тревис Реттенмайер | 7-5, 7-63         |
| 2009 | Юхан Брюнстрём Жан-Жюльен Ройер                    | Пабло Куэвас Серхио Ройтман          | без игры          |
| 2008 | Рамиз Джунейд Филипп Маркс                         | Мариано Худ Эдуардо Шванк            | 7-67, 4-6, [10-7] |
| 2007 | Санчай Ративатана Сончат Ративатана                | Ловро Зовко Жан-Клод Шеррер          | 6-4, 6-4          |
| 2006 | Джорджо Галимберти (3) Оливер Марах                | Леонардо Адзаро Серхио Ройтман       | 7-5, 6-3          |
| 2005 | Энцо Артони Хуан Пабло Бржезицки                   | Роберт Линдстедт Мариуш Фирстенберг  | 4-6, 6-2, 6-2     |
| 2004 | Эмилио Бенфеле-Альварес (2) Джорджо Галимберти (2) | Энцо Артони Игнасио Гонсалес-Кинг    | 6-4, 6-3          |
| 2003 | Хуан Балсельс Хуан Альберт Вилока                  | Алекс Лопес-Морон Андрес Шнейтер     | 6-4, 6-4          |
| 2002 | Эмилио Бенфеле-Альварес Джорджо Галимберти         | Кристиан Кордас Ким Тииликайнен      | 4-6, 7-65, 6-2    |
| 2001 | Стивен Ранджелович Аттила Саволт                   | Бобби Алтелар Шон Рудман             | 6-2, 7-64         |
| 2000 | Вадим Куценко Олег Огородов                        | Франсиску Коста Тобиас Хильдебранд   | 4-6, 7-63, 6-0    |
| 1999 | Радомир Вашек Михал Табара                         | Даниэль Мелу Антониу Приету          | 6-2, 3-6, 6-3     |